# Österfjärden (vid Mossala, Houtskär)
För andra betydelser, se Österfjärden (olika betydelser).
Österfjärden är en fjärd i Finland. Den ligger i landskapet Egentliga Finland, i den sydvästra delen av landet, 190 km väster om huvudstaden Helsingfors.
Österfjärden avgränsas av Mossala i väster, Storö i norr, Åvensor i öster samt Ängholm och Ekeholm i söder. Den ansluter till Bokils strömmen i norr, Bastö stråket i sydöst och Mossala sund i sydväst.